# Велфлин
Велфлин или Волфлин (чеш. Velflín или чеш. Volflín; конец XIII века – 1367) — отец Яна Непомуцкого, судья.

## Биография
По словам историка Ярослава Вацлава, Вельфлин был фермером или ремесленником. Некоторые историки считают, что Велфлин имел немецкое происхождение, что имя Велфлина является уменьшительным от немецкой формы Вольфганг. Между 1355–1367 годами Велфлин занимал должность мэра Помука. На эту должность его назначил настоятель Помуцкого монастыря, он также наделил его правом судить преступников, пойманных на территории Ппомуцкого монастыря. О жене Велфлина известно немногое, но говорят, что она была членом семьи Хасил з Помука и, возможно, в 1440-х годах у пары родился сын Ян. Велфлин, вероятно, умер в 1367 году, потому что в июне 1369 года Ян Непомуцкий уже пишет о нем как о умершем.